# The E.N.D.
«The E.N.D.» (скорочення від «The Energy Never Dies», укр. «Енергія ніколи не помре») — п'ятий студійний альбом американського хіп-хоп гурту «The Black Eyed Peas», що вийшов 3 червня 2009 в Японії і 9 червня 2009 року в усьому світі.
Виходу альбому передував випуск трьох промо-синглів «Imma Be», «Alive» і «Meet Me Halfway» в інтернет магазині «iTunes Store», призначених для підігріву інтересу до релізу майбутнього. Перші два офіційних сингли «Boom Boom Pow» і «I Gotta Feeling» протрималися на вершині чарту Billboard Hot 100 в цілому півроку (12 і 14 тижнів відповідно). Низку чарт-топпер продовжив третій сингл «Meet Me Halfway» , що став лідером Британського і Австралійського хіт-листів, і Топ-10 хітом в Америці.

## Список композицій
1. «Boom Boom Pow»
2. «Rock That Body»
3. «Meet Me Halfway»
4. «Imma Be»
5. «I Gotta Feeling»
6. «Alive»
7. «Missing You»
8. «Ring-a-Ling»
9. «Party All the Time»
10. «Out of My Head»
11. «Electric City»
12. «Showdown»
13. «Now Generation»
14. «One Tribe»
15. «Rockin' to the Beat»

## Сингли
1. «Boom Boom Pow»
2. «I Gotta Feeling»
3. «Meet Me Halfway»
4. «Imma Be»
5. «Rock That Body»